# 164 a. C.
El año 164 a. C. fue un año del calendario romano prejuliano. En el Imperio romano, fue conocido como el año 590 Ab Urbe condita.

## Acontecimientos

### Por lugar

#### Egipto
- El rey egipcio Ptolomeo VI es expulsado de Alejandría por su hermano Ptolomeo VIII y huye a Roma en busca de ayuda.

#### Imperio seléucida
- El rey seléucida Antíoco IV Epífanes muere mientras está en campaña en Tabae (o Gabae, hoy Isfahán) en Persia. Le sucede su hijo Antíoco V Eupátor quien solo tiene nueve años de edad. El regente del niño es el último canciller del rey, Lisias, quien había sido dejado a cargo de Siria cuando Antíoco IV marchó a campaña en Persia. Lisias fue, sin embargo, seriamente desafiado por otros generales sirios y se encuentra en un precario control del poder. Para empeorar las cosas, el Senado romano consideró que Demetrio, hijo del anterior rey Seleuco IV y, por lo tanto, el heredero legal al trono seléucida, como un rehén. Amenazando con liberarlo, el Senado es capaz de influir en los acontecimientos del reino seléucida.
- La Batalla de Bet Zur se combate entre las fuerzas rebeldes judías guiadas por Judas Macabeo y un ejército seléucida comandado por el regente Lisias. Judas Macabeo gana la batalla y es capaz de recuperar Jerusalén poco después. Judas purifica el Templo de Jerusalén, destruye los ídolos erigidos allí por Antíoco IV y restaura el servicio en el Templo. La reconsagración del Templo se convierte en una fiesta anual de dedicación en el calendario judío, Jánuca.

#### República romana
- Rodas firma un pacto con Roma y se convierte en su aliada.
- Lucio Emilio Paulo Macedónico es elegido censor en Roma.

## Nacimientos
- Tiberio Sempronio Graco hijo de Tiberio Sempronio Graco y Sempronia.
- Cleopatra Tea Euergetis ("Benefactora"), gobernante del reino seléucida desde 125 a. C., hija de Ptolomeo VI de Egipto y su hermana/esposa Cleopatra II (muerta en 121 a. C.) (fecha aproximada)

## Fallecimientos
- Antíoco IV Epífanes ("Manifiesto de Dios"), rey seléucida del reino sirio quien había reinado desde 175 a. C., y ha animado las instituciones y cultura griegas pero también intentó suprimir el Judaísmo, que había llevado a alzamientos en Judea hacia el final de su reinado (215 a. C.)